# Travis Parrott
Travis Parrott (Portland, 16 agosto 1980) è un ex tennista statunitense.

## Carriera
In carriera ha vinto 3 titoli di doppio. Nei tornei del Grande Slam ha ottenuto il suo miglior risultato vincendo il doppio misto gli US Open nel 2009, in coppia con la connazionale Carly Gullickson.

## Statistiche

### Doppio

#### Vittorie (3)
| Numero | Anno            | Torneo                                          | Superficie | Compagno              | Avversari in finale             | Punteggio      |
| 1.     | 3 agosto 2003   | Countrywide Classic, Los Angeles                | Cemento    | Jan-Michael Gambill   | Joshua Eagle Sjeng Schalken     | 6-4, 3-6, 7-5  |
| 2.     | 30 luglio 2007  | Indianapolis Tennis Championships, Indianapolis | Cemento    | Juan Martín del Potro | Tejmuraz Gabašvili Ivo Karlović | 3–6, 6–2, 10–6 |
| 3.     | 26 ottobre 2008 | St. Petersburg Open, San Pietroburgo            | Cemento    | Filip Polášek         | Rohan Bopanna Maks Mirny        | 3–6, 7–6, 10–8 |

### Doppio

#### Finali perse (6)
| Numero | Anno             | Torneo                                                                  | Superficie  | Compagno         | Avversari in finale                  | Punteggio |
| 1.     | 22 agosto 2004   | Legg Mason Tennis Classic, Washington                                   | Cemento     | Dmitrij Tursunov | Chris Haggard Robbie Koenig          | 6-7, 1-6  |
| 2.     | 10 luglio 2005   | Hall of Fame Tennis Championships, Newport                              | Erba        | Graydon Oliver   | Jordan Kerr Jim Thomas               | 6-7, 6-7  |
| 3.     | 20 aprile 2008   | Open de Tenis Comunidad Valenciana, Valencia                            | Terra rossa | Filip Polášek    | Máximo González Juan Mónaco          | 5-7, 5-7  |
| 4.     | 10 agosto 2008   | Countrywide Classic, Los Angeles                                        | Cemento     | Dušan Vemić      | Rohan Bopanna Eric Butorac           | 6-7, 6-7  |
| 5.     | 22 febbraio 2009 | Regions Morgan Keegan Championships and the Cellular South Cup, Memphis | Cemento     | Filip Polášek    | Mardy Fish Mark Knowles              | 6-7, 1-6  |
| 6.     | 20 giugno 2009   | AEGON International, Eastbourne                                         | Erba        | Filip Polášek    | Mariusz Fyrstenberg Marcin Matkowski | 4-6, 4-6  |

### Doppio misto

#### Vittorie (1)
| Numero | Anno | Torneo            | Superficie | Compagna         | Avversari in finale     | Punteggio |
| 1.     | 2009 | US Open, New York | Cemento    | Carly Gullickson | Cara Black Leander Paes | 6–2, 6-4  |